# كيري تايلور (لاعب كرة قدم أمريكية)
كيري تايلور (بالإنجليزية: Kerry Taylor)‏ هو لاعب كرة قدم أمريكية أمريكي، ولد في 20 فبراير 1989 في تشاندلر في الولايات المتحدة.

## وصلات خارجية
- كيري تايلور على موقع مرجع كرة القدم المحترفة.كوم (الإنجليزية)